# Psephellus dealbatus
Psephellus dealbatus es una especie de la familia de las asteráceas. 

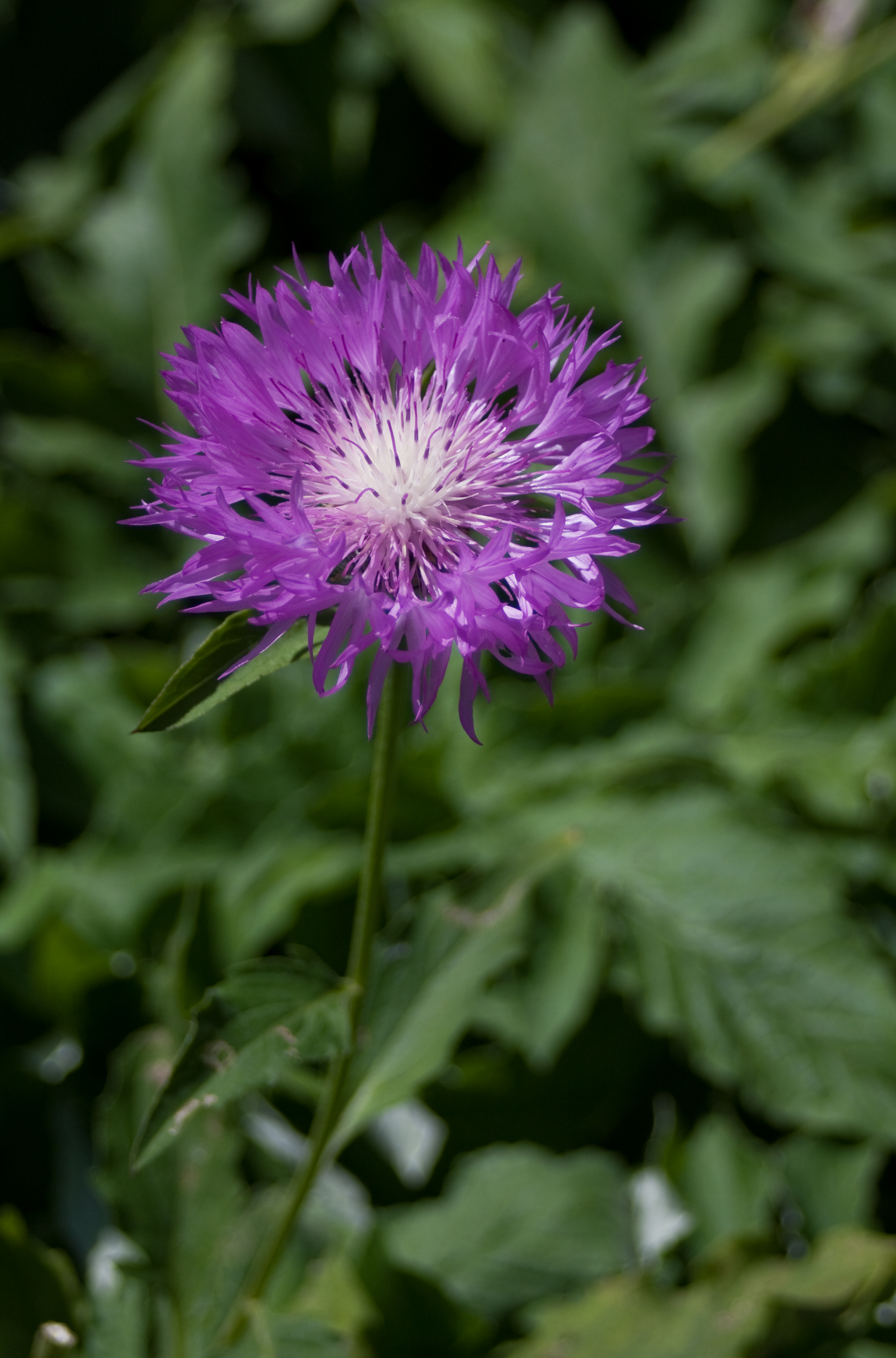
Vista de la planta

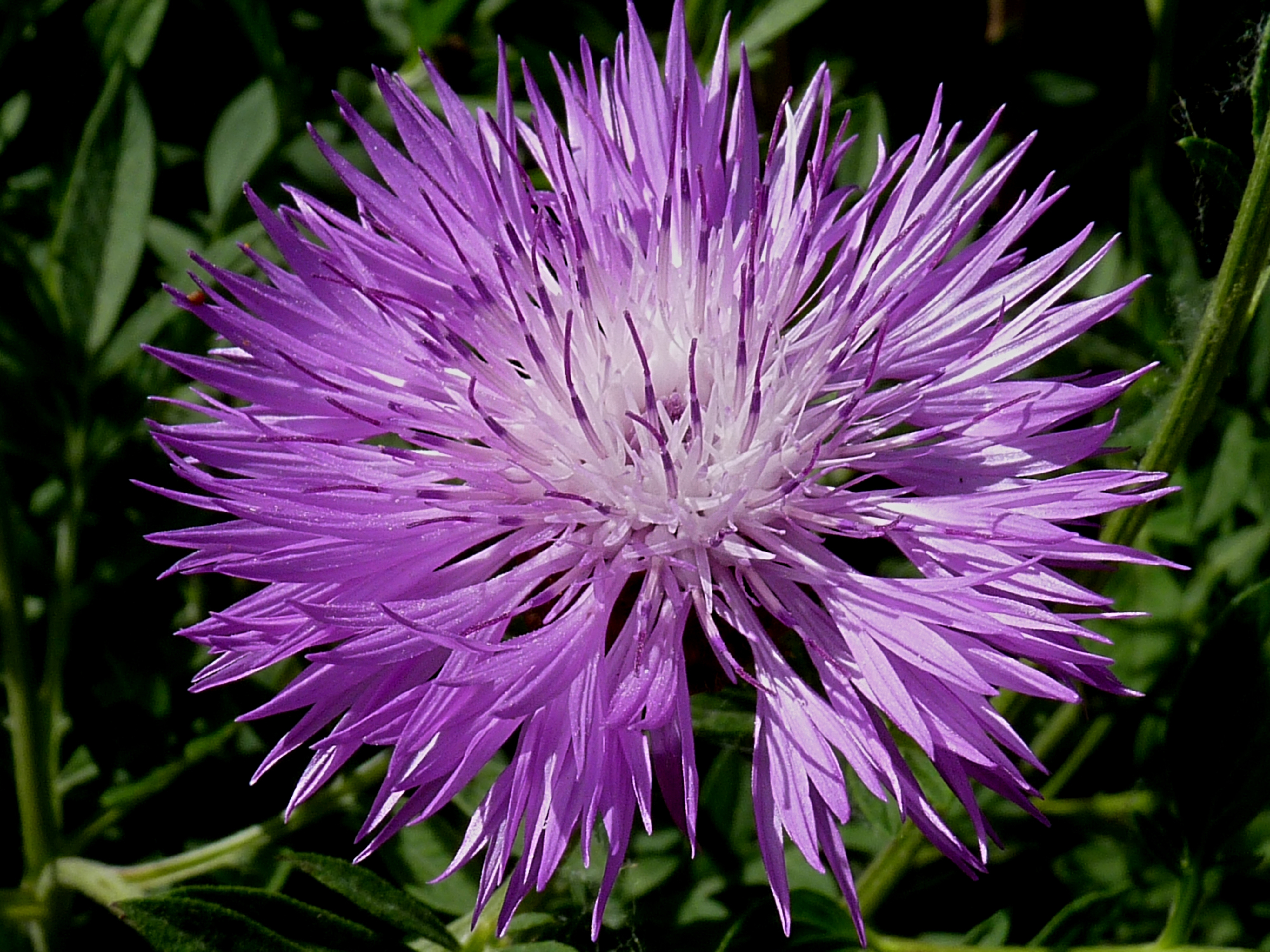
Flor

## Distribución
Nativa de la región del Cáucaso y del norte de Irán.

## Descripción
Esta planta frondosa vivaz tiene un follaje muy dividido, verde grisáceo en el envés. Las cabezuelas, entre púrpura y rosadas, aparecen desde finales de primavera en adelante. Es una planta erecta que alcanza hasta 1 m de altura.
Las flores de C. dealbata se asemejan a los de Centaurea americana en color y forma, la inflorescencia tiene flores de color rosa exterior sombreado en el centro con 5 cm de disco, rodeado de escamas de brácteas sobre un delgado pedúnculo de 45 a 60 cm de largo. El período de floración es a principios de verano.
C. dealbata es más notable por sus hojas . Al igual que los de Centaurea moschata se dividen, pero, a diferencia de este último la división es bastante regular. La parte inferior de las hojas está cubierta de pelos de color plateado

## Cultivos
C. dealbata es ampliamente cultivado como planta ornamental, aunque no es tan conocida como algunos otros miembros del género.  Es muy adaptable y tolerante a la sequía. Las flores atraen a mariposas y abejas. 
Fuentes de seguimiento de especies de malas hierbas en general, lo clasifican como "casual exótica", es decir, que se escapa de los jardines, pero no es invasiva. En algunas zonas de los Estados Unidos se ha naturalizado. 

## Taxonomía
Psephellus dealbatus fue descrita por  (Willd.) K.Koch y publicado en Linnaea 24: 438. 1851
Etimología
Psephellus: nombre genérico 
dealbatus: epíteto latino que significa "blanqueadas".
Sinonimia
- Centaurea baksanica Czerep.
- Centaurea cabardensis (Koss ex Tschuchr.) Czerep.
- Centaurea dealbata Willd.
- Centaurea kachetica (Rehmann ex Boiss.) Czerep.
- Centaurea nogmovii (Koss ex Tschuchr.) Czerep.
- Centaurea procumbens Hablitz
- Psephellus cabardensis Koss ex Tschuchr.
- Psephellus kacheticus Boiss.
- Psephellus lactiflorus Tschuchr.
- Psephellus nogmovii Koss ex Tschuchr.[2]